# رادای

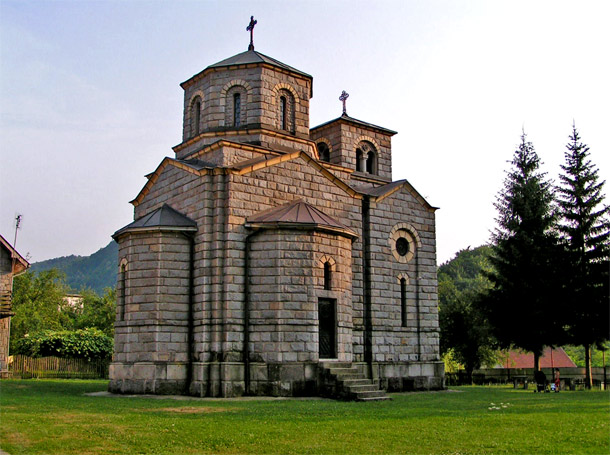
منزلی در منطقه مسکونی رادای

رادای (به صربی: Radalj) یک منطقهٔ مسکونی در صربستان است که در مالی زوورنیک واقع شده‌است.